# Fotocorrente
Fotocorrente é uma corrente elétrica através de um dispositivo fotossensível, como um fotodiodo, resultante de uma exposição a energia radiante. A fotocorrente pode ocorrer devido ao efeito fotoelétrico, fotoemissivo ou fotovoltaico. Ela pode ser potencializada pelo ganho interno causado pela interação entre íons e fótons sob a influência de campos aplicados, como ocorre em um avalanche photodiode [en] (ou APD, do termo em inglês Avalanche photodiode).
Quando uma radiação adequada é usada, a intensidade da corrente fotoelétrica é diretamente proporcional à intensidade da radiação e aumenta junto ao potencial de aceleração até que o estágio seja alcançado quando a fotocorrente se torna máxima e não aumenta com a elevação posterior do potencial de aceleração. O valor máximo da fotocorrente é chamado de saturation current [en]. O valor do potencial de retardo no qual a fotocorrente torna-se zero é chamado de tensão de corte ou potencial de parada para uma determinada frequência do raio incidente.

## Células fotovoltaicas
A geração de uma fotocorrente é essencial ao funcionamento de uma célula fotovoltaica.

## Espectroscopia de fotocorrente
Uma técnica de caracterização chamada espectroscopia de fotocorrente (ou PCS, do termo em inglês Photocurrent spectroscopy), também conhecida como espectroscopia de fotocondutividade, é amplamente utilizada no estudo de propriedades optoeletrônicas de semicondutores e outros materiais de absorção de luz. O método técnico envolve o contato entre um semicondutor e eletrodos, que leva a uma polarização elétrica, e uma fonte de luz sintonizável incidente com determinados comprimento de onda e potência, geralmente pulsada por um chopper mecânico.
A grandeza medida é a resposta elétrica do circuito, acoplado ao espectrógrafo, obtida pela variação da energia luminosa incidente por um monocromador. O circuito e a óptica são acoplados por meio de um lock-in amplifier [en]. As medições fornecem informações relacionadas a banda proibida do semicondutor, permitindo a identificação de várias transições de carga, como as energias de excítons e de trions. Isso é altamente relevante no estudo de nanoestruturas semicondutoras como poços quânticos e outros nanomateriais como Transition metal dichalcogenide monolayers [en].
Além disso, usando um estágio piezo para variar a posição lateral do semicondutor com precisão de mícrons, pode-se gerar uma micrografia de cores falsas dos espectros para diferentes posições. Isso é chamado de microscopia fotocorrente de varredura (ou SPCM, do termo em inglês Scanning photocurrent microscopy).